# Rébellions huguenotes

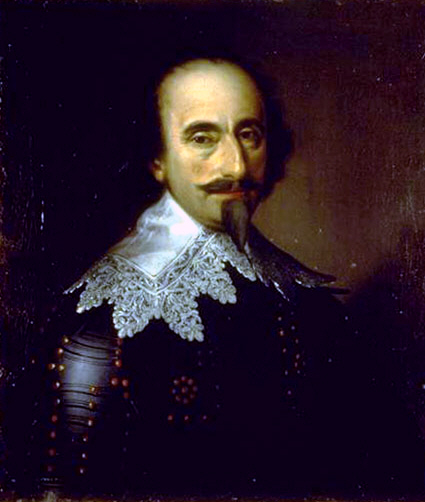
Henri II de Rohan

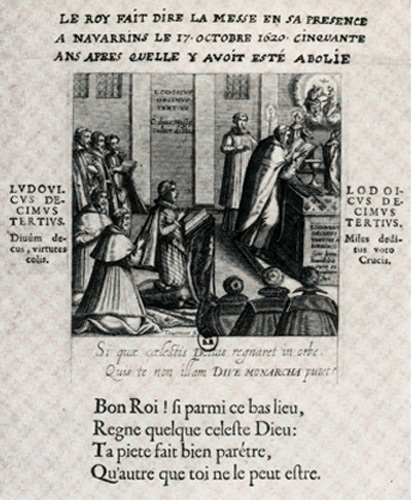
Rétablissement des Catholiques dans le Béarn en 1620

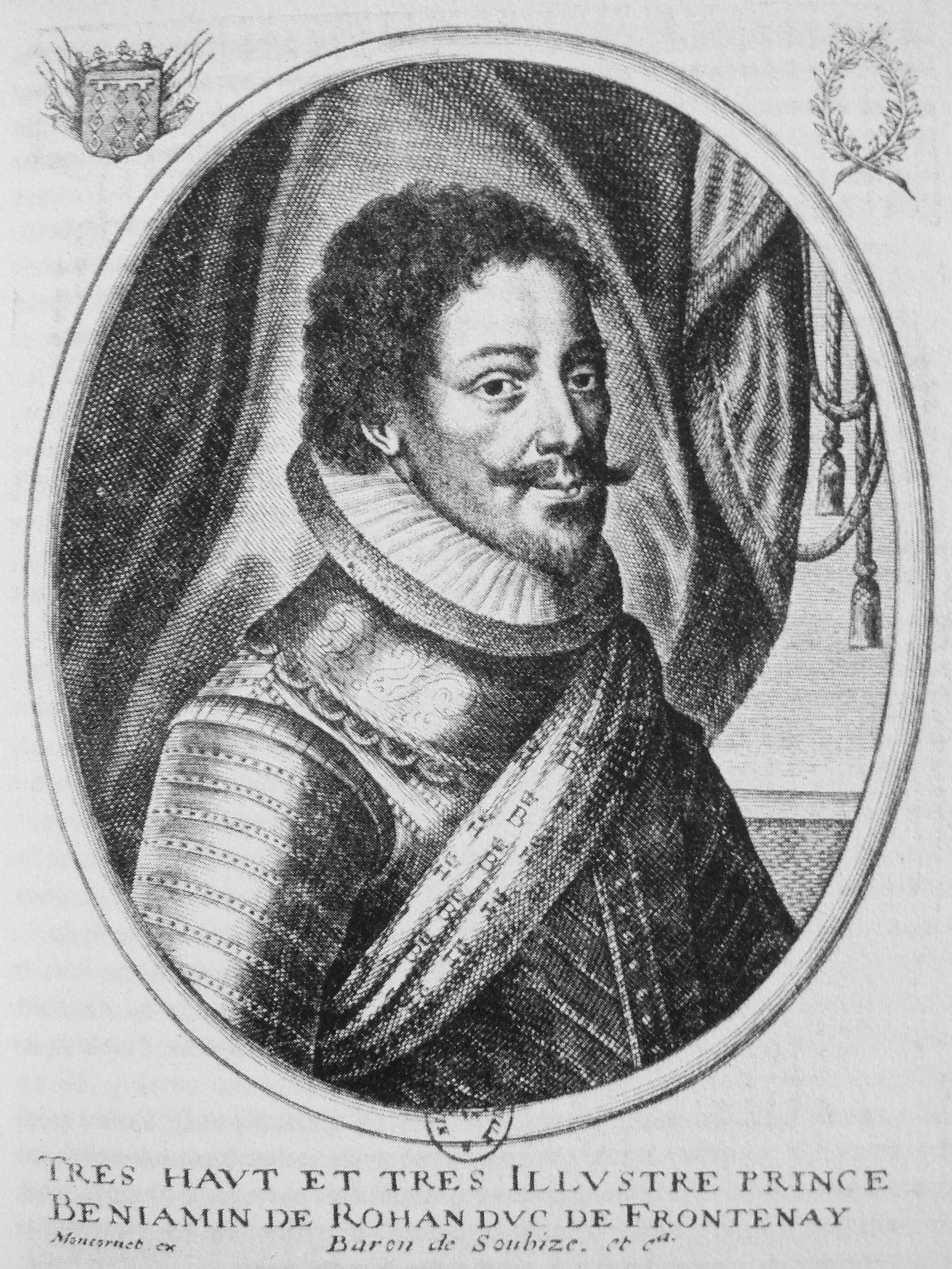
Benjamin de Rohan duc de Frontenay, baron de Soubise

Les rébellions huguenotes, également appelées guerres de M. de Rohan, en référence au duc protestant Henri II de Rohan, sont une succession de soulèvements des protestants du royaume de France contre la répression menée sous le règne du roi Louis XIII. Commençant en 1620 avec la mise en place d'un « État dans l'État » lors d'une assemblée tenue à La Rochelle, elles s'achèvent en 1629 avec la paix d'Alès, à la suite de la prise de La Rochelle par Richelieu. Cette paix annule les dispositions militaires de l'édit de Nantes (1598), notamment les places de sûreté, mais maintient ses dispositions religieuses de tolérance de la religion réformée.

## Contexte politique

Territoires contrôlés par les protestants lors des guerres de Religion (1562-1598) sur les frontières en 1685.
huguenots (calvinistes/réformés)
zone contestée
catholiques
luthériens (Alsace et Moselle)

L'assassinat du roi Henri IV met un terme à la paix civile et la tolérance qui règne dans le Royaume de France entre catholiques et protestants depuis la fin des guerres de Religion en 1598.
Le duc Henri II de Rohan devient plus ou moins malgré lui le chef de la résistance protestante. Écarté de la cour par la régente, Marie de Médicis, il devient peu à peu l'un des chefs du parti protestant qui est contraint de se regrouper. Il conseille la reine pour combattre la révolte de Henri II de Bourbon, prince de Condé, lequel veut empêcher le mariage de Louis XIII avec Anne d'Autriche.
Face aux intrigues de la régence de Marie de Médicis, beaucoup plus favorable que son époux au parti dévot, puis surtout face à la volonté de Louis XIII d'abattre le parti protestant, le duc de Rohan est en permanence déchiré entre la fidélité à la cause protestante et le service au roi de France.

## Première rébellion (1620-1622)

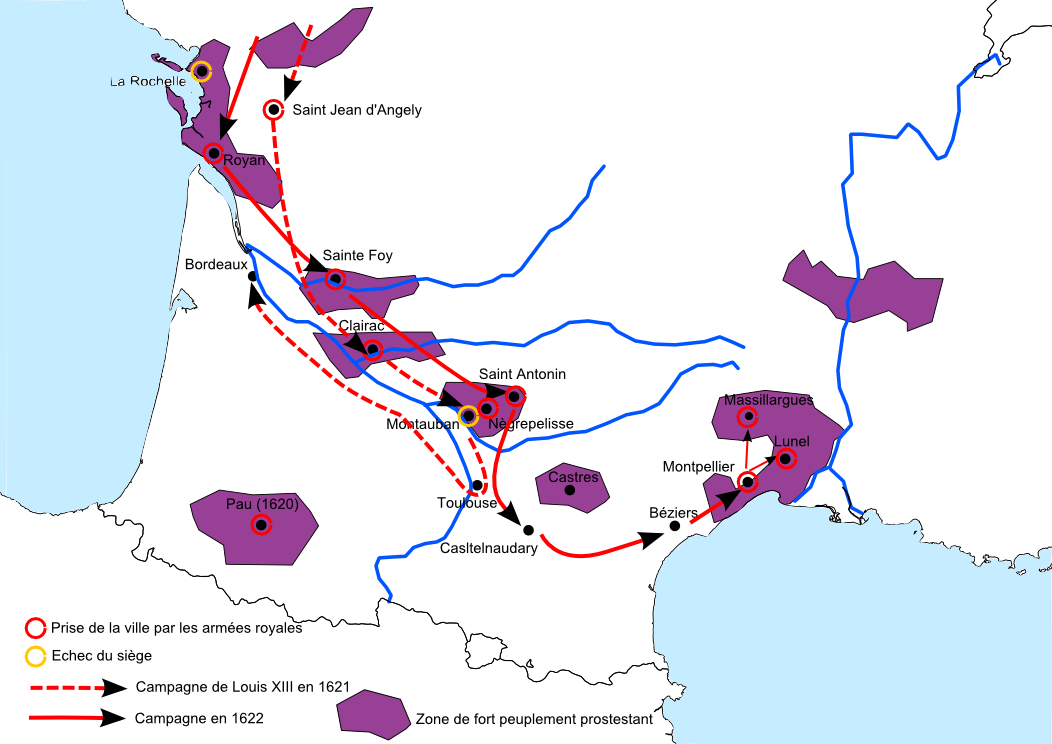
Campagnes de Louis XIII dans le Midi (1621-1622)

### Origines
En 1617, le roi Louis XIII évince sa mère Marie de Médicis et exerce personnellement le pouvoir royal. L'une de ses premières décisions est de rendre le libre exercice du culte catholique à tout le Béarn passé à la Réforme protestante sous Jeanne d'Albret. Cette décision prévue par l'édit de Nantes mais non appliquée par Henri IV puis la régente Marie de Médicis déclenche un mouvement de résistance au nom de la « cause réformée », et en juin 1620, Louis XIII, lassé par les atermoiements du parlement, décide de marcher sur le Béarn afin d'imposer l'exécution de son édit de 1617. L'émotion des Réformés est immense.

### La République protestante (1620)
Les huguenots se réunissent à La Rochelle le 25 décembre 1620. Lors de cette assemblée générale huguenote à La Rochelle, la décision est prise de résister par la force à la menace royale et d'établir un « État dans l'État ». La République protestante est partagée en 8 cercles ayant chacun son conseil provincial, ses finances, son armée et son chef militaire, sous la direction du duc de Rohan. Quelques provinces refusent leur concours et d'importantes défections ont lieu parmi les grands seigneurs. La Trémoille ne veut pas soulever l'Angoumois, Lesdiguières maintient le Dauphiné hors du conflit tout comme Guise avec la Provence et Gaspard de Coligny qui se cantonne à Aigues-Mortes. Mais la rébellion trouve des partisans exaltés comme à Montauban, Bergerac, Nîmes, Uzès et La Rochelle la Genêve française. Les protestants reprennent donc la lutte aux côtés de leurs coreligionnaires, affaiblis et uniquement dans tout le Sud-Ouest, défendant Montauban contre Louis XIII.

### Campagnes de 1621
En 1621, le roi de France prend la place protestante de Saumur ainsi que la cité de Saint-Jean-d'Angély puis soumet la Guyenne, prend Clairac en août, dont il épargne la population mais fait détruire les remparts, puis met le siège devant Montauban. Après 3 mois de siège, ayant perdu près de la moitié de son armée, il lève le siège.

Les fortifications de Montauban au moment du siège

### Campagnes de 1622
En 1622, en dépit des troupes royales commandées par le duc d'Epernon, Saint-Luc et La Rochefoucault, Benjamin de Rohan a soulevé le pays nantais, fortifié l'île d'Oléron, pris Saujon, la tour de Mornac, Royan, Blaye, le Médoc, le château de Chaume et occupé les Sables-d'Olonne. Les protestants ayant causé en bas-Poitou une telle épouvante, le roi Louis XIII quitte Paris le 20 mars 1622, avec sa Maison et ses Gardes, composés des Cent-Suisses, les cent Gentilshommes à bec de corbin, les Gardes de la porte, gardes de la manche, de la prévôté de l'hôtel, 4 compagnies à cheval de Gardes du corps, 1 française et 3 écossaises de 336 gardes chacune, et descend la Loire d'Orléans à Nantes où il débarque le 10 avril. Ayant appris que Benjamin de Rohan a pris position au nord des Sables-d'Olonne, dans l'île de Riez, avec 7 000 hommes, 700 chevaux et 7 canons, il réunit, le 13 avril, son armée royale à Legé, au sud de Nantes et décide de marcher contre les forces huguenotes qu'il extermine le 16 avril.
Le Bas-Poitou est désormais vidé de tous les huguenots, mais ceux-ci restent toutefois en rébellion de La Rochelle à Aigues-Mortes et dans le Midi.
Le roi ne voulant rentrer à Paris qu'après avoir pacifié son royaume, il résout d'entreprendre le voyage. Il garde le commandement de sa petite armée et parcourt 294 lieues, qui le mèneront de Nantes à Montpellier. Après 2 jours de repos, l'armée royale se dirige, le 19 avril, vers Niort, par Aizenay, La Roche-sur-Yon, Sainte-Hermine et Fontenay-le-Comte où il arrive le 23 avril. Il en part le 27 pour assiéger Royan qui ferme à ses vaisseaux l'entrée de la Gironde. Il fait étape à Chizé, Saint-Jean-d'Angély, Saintes où il reste deux jours, Saujon et arrive à Royan qui est investie le 4 mai et prise le 11.

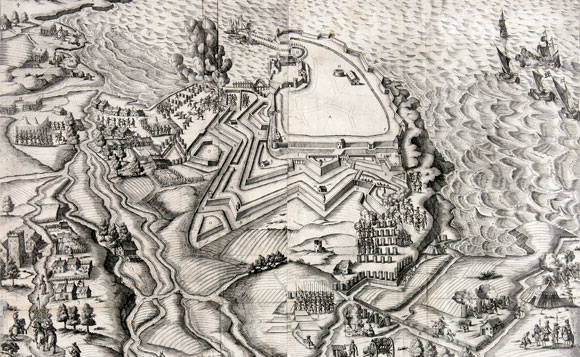
Siège de Royan (1622)

Avant de passer de Saintonge, en Guyenne, le Roi veut arrêter les incursions des Rochelais, au moins sur la terre ferme. Il confie le blocus de La Rochelle à son cousin Louis, comte de Soissons, qu'il fait général de l'armée d'Aunis lui adjoignant le maréchal de Vitry pour lieutenant général et du Bourg-l'Espinasse, Vignolles et la Ferté-Senneterre pour maréchaux de camp. Les troupes comprennent 600 chevau-légers et carabins sous le commandement du marquis de Nesle et 8 000 fantassins dont le régiment de Champagne commandé par Pierre de La Mothe-Arnaud dit Arnaud du Fort.
Louis XIII continue, de son côté, sa marche en direction du Languedoc, où Montmorency lutte à grand peine contre Henri de Rohan malgré la prise du château de Faugères. Ayant ramené ses troupes à Frontignan et Villeneuve-lès-Maguelone, Montmorency constitue avec le comte de Châtillon un corps d'armée qui leur permet de prendre le 7 avril Cournonsec. Alors que l'armée royale languedocienne était réduite à 600 cavaliers, y compris la Maison du Roi, les régiments des Gardes-françaises, des Gardes-suisses, Picardie, Navarre et Piémont avec 7 canons ou couleuvrines, les troupes protestantes ont pris, en février et mars, plusieurs places fortes catholiques comme les châteaux de Montlaur, de Beaulieu, de Castries, de Sommières.
L'armée du roi part donc de Royan le 16 mai et couche à Mortagne. Le 17, elle couche à Mirambeau, séjourne les 18 et 19 à Montlieu, arrive à Saint-Aulaye le 20, à Guitres le 21, à Saint-Émilion le 22, Castillon le 23. Le 25 mai, il atteint Sainte-Foy-la-Grande que Jacques Nompar de Caumont, duc de La Force, veut défendre. Celui-ci se rend après négociation.
Continuant sa chevauchée, Louis XIII arrive le 28 mai à Monségur, le 29 à Marmande, passe devant Tonneins que le duc d'Elbeuf et le maréchal de Thémines ont pris le 4 mai précédent et ruiné ras-terre. Le 30 mai la troupe royale est à Aiguillon et le 1er juin à Agen puis elle remonte la Garonne par Valence-d'Agen jusqu'à Moissac.
S'approchant de Montauban, qu'il n'a pas réussi à prendre l'année précédente, Louis XIII envoie le marquis de Valençay avec la gendarmerie de la Garde et les chevau-légers de Condé en reconnaissance jusqu'au glacis de la cité huguenote. Le 7 juin il fait passer l'Aveyron, près de Piquecos, à son armée qui bivouaque, en bataille, devant Villemade (à 2 lieues de Montauban), espérant que les habitants viendraient lui offrir sa revanche, mais ils restent prudemment derrière leurs murs.
Le 10 juin les troupes royales arrivent devant Nègrepelisse, immédiatement investie. Après avoir pris la place, les habitants sont massacrés, la ville est pillée, saccagée puis brûlée.
Le 14 juin l'armée investit Saint-Antonin qui se rend le 21 juin. Les Saint-Antoninois évitent un massacre identique à celui de Négrepelisse en payant 100 000 livres comme rançon.

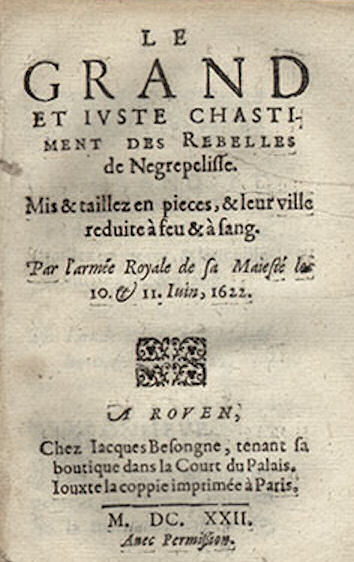
Le grand et juste châtiment des rebelles de Nègrepelisse Ouvrage de 1622, justifiant le massacre des habitants de Nègrepelisse

Les révoltes huguenotes dans le bastion protestant de Tarn-et-Garonne (1621-1628)

L'armée royale continue sa marche par Castelnau-de-Montmiral, Saint-Sulpice et contournant Toulouse, elle chemine par Belcastel, Saubens, Caraman, qui capitule au 1er coup de canon, puis Cuq-Toulza, prise par 6 compagnies, et cantonne à Saint-Félix-de-Caraman le 30 mai. Le 3 juillet elle est à Castelnaudary où elle bivouaque une dizaine de jours, le roi étant malade.
Pendant ce temps le duc Henry de Montmorency, gouverneur du Languedoc, a investi Montpellier dans l'espoir d'en ouvrir les portes au Roi. Mais Henri de Rohan y a envoyé en renfort l'élite de ses montagnards et continue à lever des troupes dans les Cévennes pour la secourir si l'armée royale venait à se joindre à celle de Montmorency.
Tel est le projet de Louis XIII, qui a toutefois laissé Vendôme avec 8 000 fantassins et 600 cavaliers devant Montauban pour assurer sa retraite en cas d’insuccès. Ayant appris que les capitaines protestants lèvent des troupes dans les 5 provinces confédérées, c'est-à-dire le haut et le bas Languedoc, les Cévennes, le Vivarais et le Dauphiné, le maréchal de Praslin, avec les régiments de Picardie et de Navarre et 9 canons, va prendre, le 21 juillet, Bédarieux pour barrer la route à cette armée. Pendant ce temps le Roi, avec sa Maison et ses Gardes, se montre à Carcassonne, Lézignan et Narbonne avant de faire son entrée à Béziers le 18 juillet.
Le 2 août, le maréchal de Praslin met le siège devant Lunel pendant que Montmorency investit Marsillargues. Cette dernière place assiégée par 5 régiments, renforcés de Normandie, 6 canons et 1 couleuvrine, se rend le même jour. Le siège de Lunel est moins rapide ; malgré le renfort de 830 Cévenols, Lunel capitule le 7 août devant 3 000 fantassins, 300 cavaliers d'élite et 2 couleuvrines sous les ordres du prince de Condé. Après avoir laissé, dans la place, 6 compagnies sous le commandement du colonel de légion Jean de La Croix, baron de Castries, les troupes royales se réunissent le 12 août devant Sommières et lui donnent l'assaut le 17, Picardie avec Roger du Plessis-Liancourt, son mestre de camp, en tête. Le 22 août, assiégé par Louis XIII, Gaspard, duc de Châtillon, livre Aigues-Mortes sans combat, qui le remercie en lui donnant 50 000 livres tournois et le bâton de maréchal. Dans le même temps le maréchal Lesdiguières, converti au catholicisme, répond de la soumission du Dauphiné, dont il était gouverneur, et reçoit en remerciement le collier du Saint-Esprit et l'épée de connétable de France.
Il ne reste plus pour pacifier la région qu'à prendre Montpellier qui est assiégée à partir du 31 août par une armée royale, de moins de 10 000 hommes, « harassée et rompue par tant de marches de combats et de travaux ». Tandis que les combats et bombardements font rage, Louis XIII reçoit des renforts du duc de Vendôme et de Lesdiguières. Le 7 octobre, avec plus de 20 000 hommes, les troupes royales, peuvent réduire la cité rebelle.

### Soumission du duc de Rohan et retour à la paix
Mais ayant jugé qu'assez de sang français avait été versé, Louis XIII charge le nouveau converti Lesdiguières de négocier la paix avec Henri de Rohan, qui vient, le 10 octobre, s'agenouiller devant Louis XIII et demander pardon d'avoir porté les armes contre lui.
Le 20 octobre, le roi fait son entrée à Montpellier, précédé par ses compagnies de carabins et de chevau-légers, entouré des grands seigneurs et de sa cour, et suivi de sa gendarmerie.

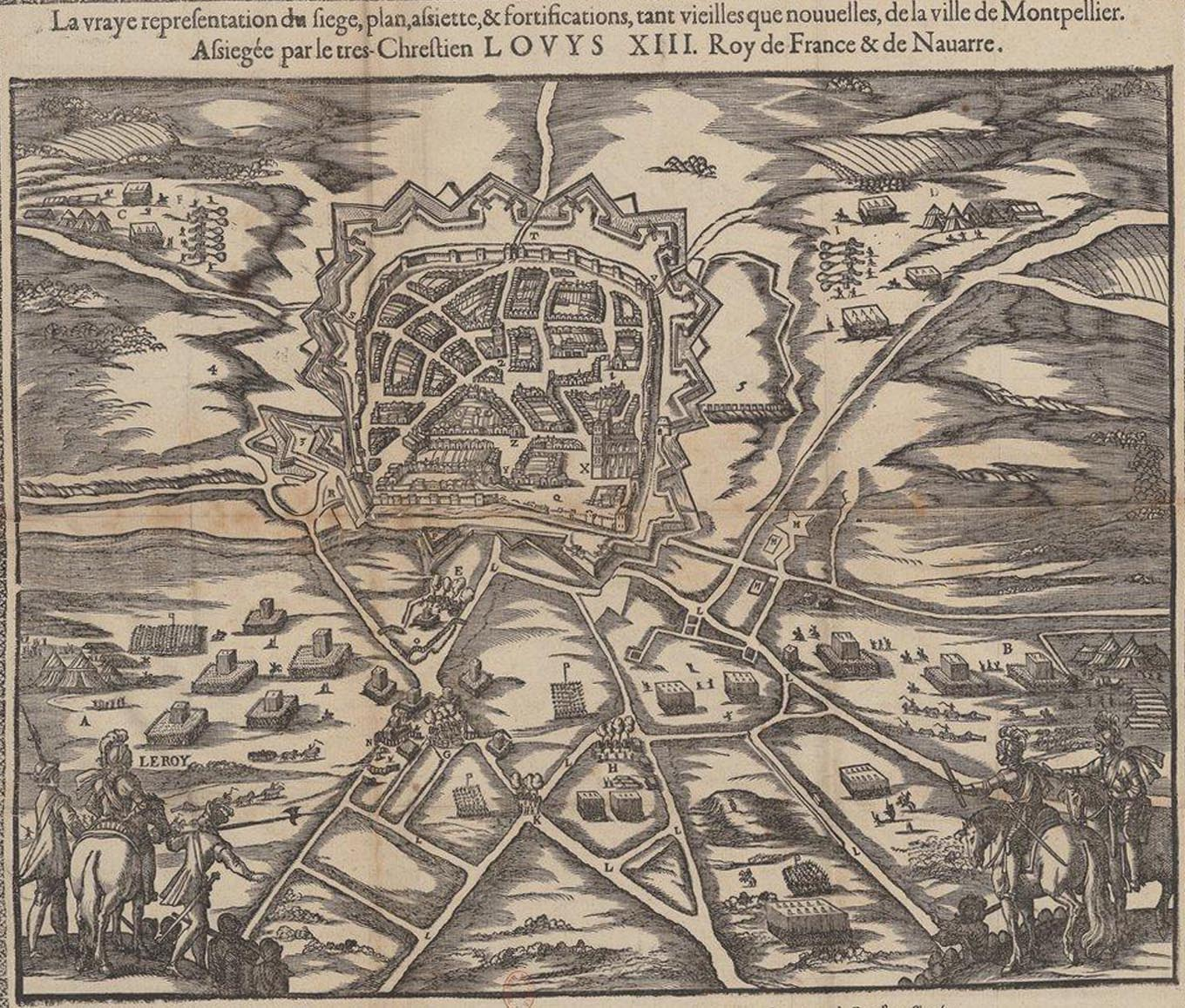
Siège de Montpellier (1622)

En échange du gouvernement du Poitou, Henri de Rohan, reçoit ceux de Nîmes et d'Uzès ainsi que 600 000 livres tournois. Le traité signé à Montpellier indique également que l'Édit de Nantes est rétabli, l'égalité des cultes reconnue, mais les protestants ne gardent plus comme places de sûreté que La Rochelle et Montauban, le roi n'ayant pas réussi à les prendre. Ils doivent raser les fortifications de leurs autres villes et les assemblées générales, cercles et synodes leur soent désormais interdits.
La déclaration royale exempte Montpellier de citadelle et de garnison. Cependant le marquis de Valençay y est laissé en tant que gouverneur avec les régiments Picardie, Navarre et Normandie sous prétexte de veiller à la démolition des remparts.
Bassompierre, nommé maréchal de France, conduit à Lyon le reste des troupes, qui ont fait le voyage en Languedoc, et sont ensuite réparties dans diverses places frontières.
Louis XIII revient à Lyon en passant par la Provence et le Dauphiné où il reçoit Charles-Emmanuel le duc de Savoie qui vient solliciter son alliance pour contrer les nouvelles prétentions du marquisat de Montferrat de Ferdinand duc de Mantoue.
Le roi quitte Lyon le 19 décembre, couche à Roanne le 20, à Nevers le 22, à La Charité-sur-Loire le 23 où il passe Noël. Le 26 décembre, il est à Bonny, le 27 il est à Montargis et couche à Château-Landon, le 29 il est à Malesherbes et arrive le 30 décembre dans sa capitale sous les acclamations des Parisiens.

## Deuxième rébellion (1625-1626)

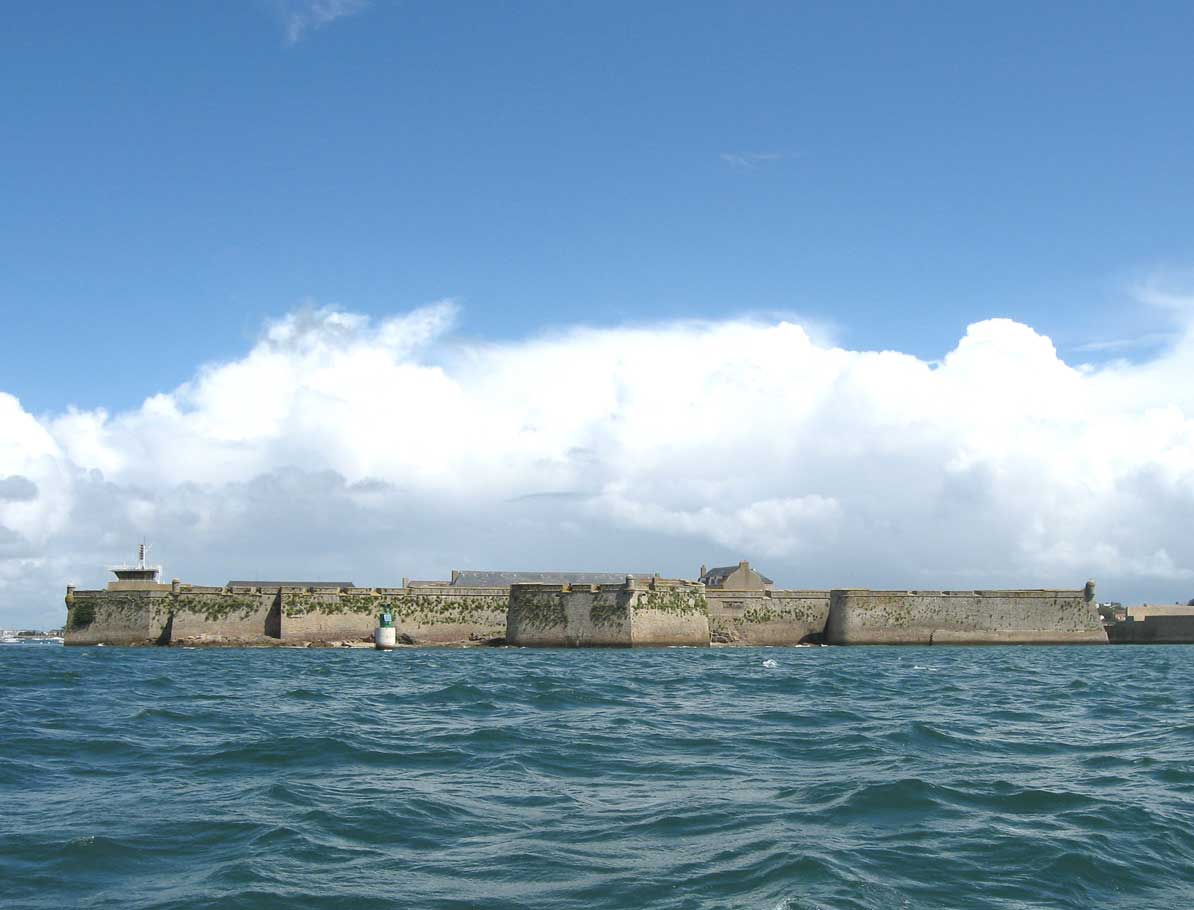
La citadelle de Port de Blavet

La menace d'un siège de La Rochelle par la flotte royale entraîne de la part des Protestants en janvier 1625 une action d'envergure préventive au Blavet où la marine royale est amarrée. C'est Benjamin de Rohan qui conduit la flotte protestante à la Bataille du Blavet, gagnée par les Protestants. Après cette victoire Benjamin de Rohan et ses troupes regagnent La Rochelle et prennent possession de l'île d'Oléron.
La réaction de Louis XIII ne se fait pas attendre, et la marine royale contre-attaque à l'île de Ré et bat les forces protestantes. La Rochelle est assiégée. Finalement un accord est conclu par le traité de Paris qui rend la liberté de culte aux Protestants mais interdit à la ville de La Rochelle de posséder une flotte militaire.

## Troisième rébellion (1627-1629)

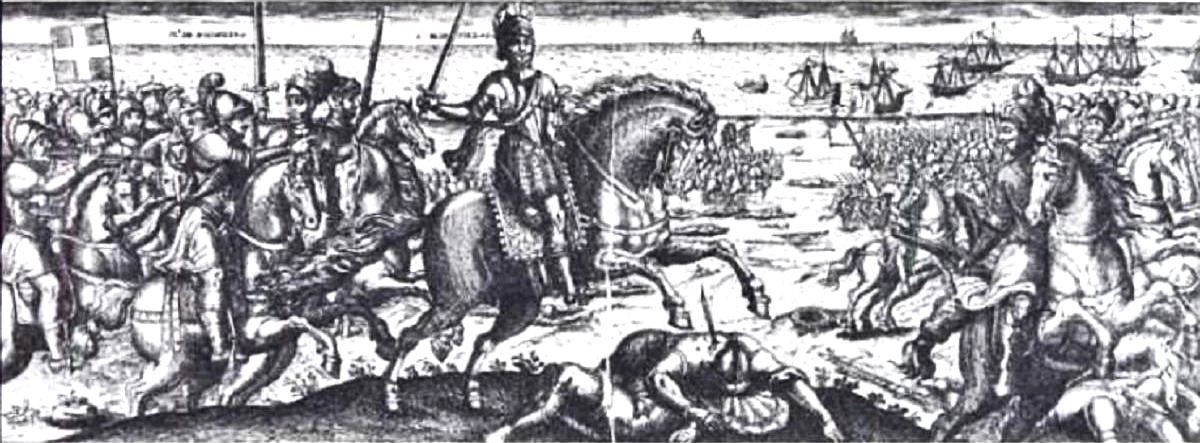
Victoire française sur les troupes anglaises sur l'île de Ré en 1627.

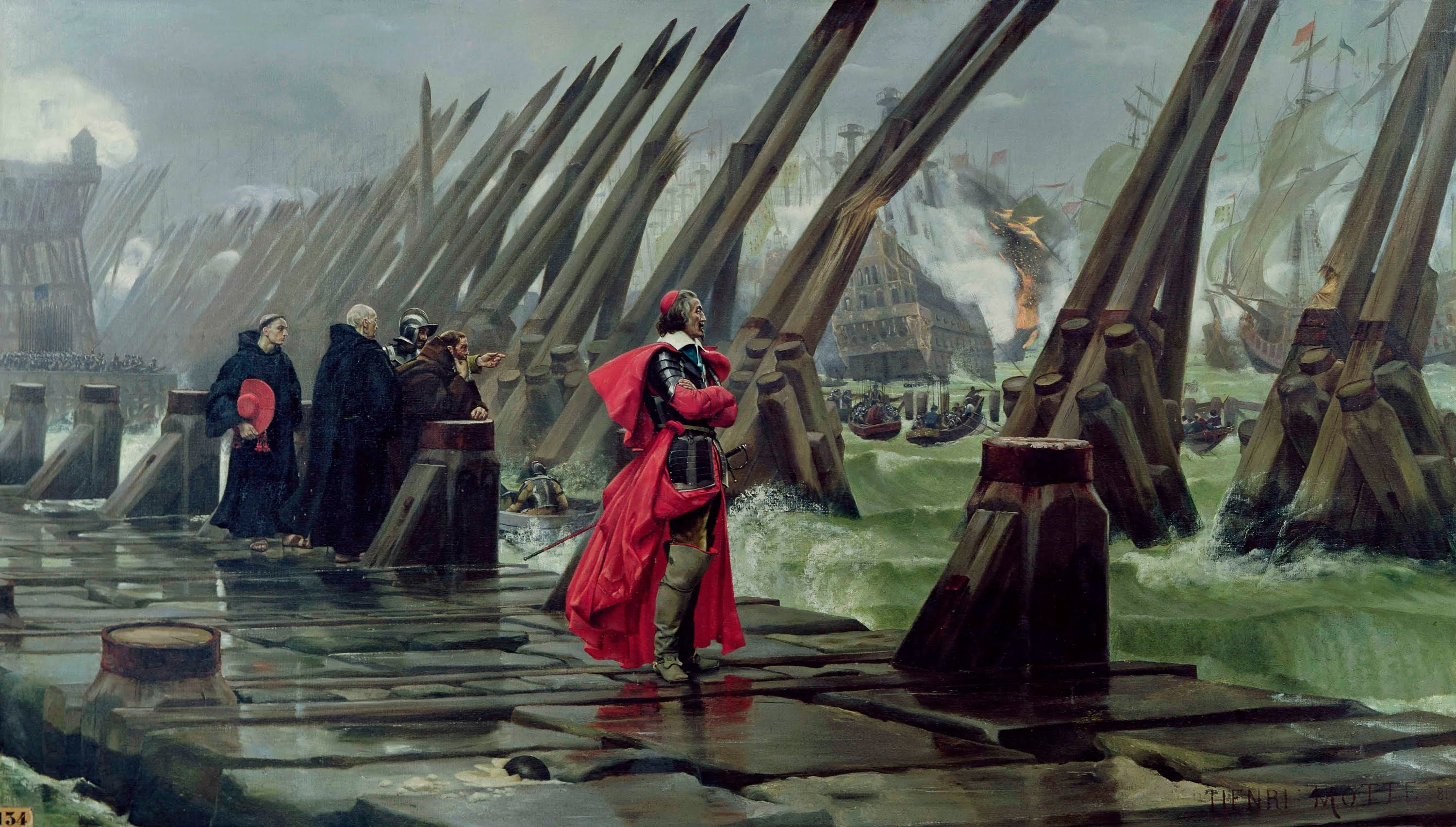
Siège de La Rochelle (1627-1628), la capitale du protestantisme français, par le Cardinal de Richelieu

Le duc de Rohan est le chef de tous les insurgés, il a face à lui Jean de Saint-Bonnet de Toiras, maréchal de France, ainsi que le cardinal de Richelieu.
Henri de Rohan rallia le roi d'Angleterre à la cause réformée. En juillet 1627 une flotte militaire anglaise embarquant 6 000 soldats jeta les ancres au large de Saint-Martin-de-Ré. L’expédition est mal préparée et mal commandée par George Villiers, duc de Buckingham, les Français résistent, le moral des troupes anglaises touchées par la dysenterie tombe au plus bas au cours de l’automne. Toute l’affaire se termine par un fiasco à la Bataille du pont du Feneau, la déroute anglaise est totale, les pertes totales estimées à 4 000 hommes, la flotte anglaise quitte les lieux le 17 novembre.
L'armée royale met le siège à La Rochelle, fait également celui de Montauban. La pression sur La Rochelle, où Richelieu est décidé à en finir, s'accroît de mois en mois. Henri de Rohan Soutenu par son frère Benjamin de Rohan, acharné plus encore que lui-même à contrer les visées du Cardinal, après un siège de plus de 14 mois, où la mère et la sœur de Henri de Rohan partagent les souffrances des insurgés, La Rochelle tombe aux mains des troupes royales en octobre 1628.
Malgré des victoires précaires et l'énergie de leur chef pour soutenir les derniers bastions, « les guerres de M. de Rohan » sont un échec. Il est battu par le roi lors du siège de Privas et du siège d'Alès en 1629. La Paix d'Alès confirme le maintien de la liberté de culte aux Protestants de l'Édit de Nantes, mais leur enlève tout pouvoir politique et militaire. Cet accord est remis en cause en octobre 1685 par le roi Louis XIV par sa Révocation de l'édit de Nantes.